# Miroslav Daněk
Miroslav Daněk ist ein ehemaliger tschechoslowakischer Skispringer.
Daněk sprang zwischen 1989 und 1990 insgesamt drei Weltcup-Springen in seinem Heimatland. Sein Debüt im Skisprung-Weltcup gab er dabei am 15. Januar 1989 in Harrachov. Im Springen von der Großschanze gelang ihm zum ersten und einzigen Mal seiner Karriere mit dem 12. Platz der Gewinn von Weltcup-Punkten. Ein Jahr später am 12. Januar 1990 konnte er auf der gleichen Schanze nur den 60. Platz erreichen. Am 14. Januar 1990 sprang er sein letztes Weltcup-Springen auf der Großschanze in Liberec. Dabei kam er am Ende nur auf den 52. Platz.